# Kaharlîk, Odesa
Kaharlîk (în ucraineană Кагарлик) este un sat în raionul Odesa, regiunea Odesa, Ucraina, formată numai din satul de reședință.

## Demografie
Componența lingvistică a comunei Kaharlîk
     Ucraineană (59,19%)
     Rusă (36,53%)
     Română (1,53%)
     Alte limbi (0,36%)
Conform recensământului din 2001, majoritatea populației comunei Kaharlîk era vorbitoare de ucraineană (59,19%), existând în minoritate și vorbitori de rusă (36,53%) și română (1,53%).